# Universidad Agrícola de Tayikistán
La Universidad agrícola de Tayikistán (en tayiko: Донишгоҳи аграрии Тоҹикистон) se fundó en 1931 sobre la base de la facultad de agricultura de la Universidad del Estado de Asia Central en la república  centroasiática de Tayikistán (entonces integrada en la URSS). En primer lugar, se dispusieron trece profesores para que capacitaran a 25 alumnos y a 336 estudiantes de la facultad de trabajo. Por las perspectivas de desarrollo de las ramas de la agricultura, se produjo una expansión de la estructura de la preparación de especialistas. En 1934 el instituto se reorganizó y rebautizó como el Instituto Agrícola de Tayikistán. En 1992, tras la independencia del país y teniendo en cuenta el potencial científico y pedagógico del personal sobre el terreno del complejo agrario e industrial, por decisión del Consejo de Ministros de Tayikistán a partir del 10 de agosto de 1992 fue establecida la Universidad agrícola de Tayikistán.